# Apriona multigranula
Apriona multigranula là một loài bọ cánh cứng trong họ Cerambycidae.